# John Bailey (cầu thủ bóng đá, sinh 1957)
John Bailey (sinh ngày 1 tháng 4 năm 1957 ở Liverpool) là một cầu thủ bóng đá người Anh đã giải nghệ từng thi đấu ở Chung kết Cúp FA 1984 với Everton.